# Bibio knowltoni
Bibio knowltoni är en tvåvingeart som beskrevs av Hardy 1937. Bibio knowltoni ingår i släktet Bibio och familjen hårmyggor. Inga underarter finns listade i Catalogue of Life.